# Герб Глазова
Герб Глазова — опознавательно-правовой знак, составленный в соответствии с геральдическими правилами и являющийся основным символом местного самоуправления и городского статуса города Глазова. Утверждён в 2001 году, в Государственном геральдическом регистре РФ не зарегистрирован.

## Описание и символика
Описание и символика герба:
Исходя из принципа сохранения исторических традиций и преемственности поколений в качестве муниципального герба города Глазова был принят исторический герб города, утверждённый 28 мая 1781 года императрицей Екатериной II.
Герб представляет собой пересечённый геральдический щит. В верхней части щита изображён герб Вятской губернии, в составе которой находился Глазовский уезд. В золотом поле из бело-голубого облака выходящая рука, держащая натянутый лук со стрелой, символизирует верность православию и борьбу с язычеством. Над ней красный крест, считавшийся почётной геральдической фигурой и означающий мужество, смелость и великодушие. Цвет поля (золото) может быть истолкован как показатель постоянства, знатности и богатства. Золотой цвет также означает веру, справедливость, милосердие и смирение.
В нижней части герба в лазоревом поле изображение глаза. Цвет поля может быть истолкован как показатель честности, верности и безупречности. Изображение глаза объединяет в себе две идеи: с одной стороны — это отражение названия города, с другой — символ ока государства в отдаленном от центра районе страны. Глазное яблоко белого цвета, радужная оболочка голубая, зрачок черный.

Соотношение сторон по вертикали и горизонтали герба составляет 1,3:1

## История
Город получил свой герб одним из первых в Удмуртии. Герб Глазова утверждён 28 мая 1781 года вместе с другими гербами Вятского наместничества: «В верхней части щита герб Вятский. В нижней — в голубом поле, человеческий открытый глаз , означающий имя сего города». В 1859 году был разработан проект герба Глазова: «В лазоревом щите серебряный открытый человеческий глаз. Щит увенчан серебряной башенной короной и окружён золотыми колосьями, соединёнными Александровской лентой». Проект герба утверждён не был.
Современный герб принят решением Глазовской городской Думы №433 28 августа 2001 года. Решением Глазовской городской Думы № 52 от 27 декабря 2005 года и Решением Глазовской городской Думы № 480 от 26 декабря 2007 года в Положение о гербе Глазова 2001 года внесены незначительные технические изменения.
- Герб 1781 года
- Проект герба 1859 года